# Andir (Baleendah)
Andir is een bestuurslaag in het regentschap Bandung van de provincie West-Java, Indonesië. Andir telt 30.729 inwoners (volkstelling 2010).